# Danielle Bonneau
Pour les articles homonymes, voir Bonneau.
Danielle Bonneau (née à Noyelles-Godault le 11 janvier 1912 et morte à Paris 15e le 26 octobre 1992) est une papyrologue française. Ses travaux portèrent essentiellement sur la crue du Nil et son encadrement par les administrations grecques et romaines de l'Égypte antique. Outre ses trois ouvrages sur la question, elle a laissé plus de 70 contributions scientifiques.

## Travaux
- La crue du Nil, divinité égyptienne, à travers mille ans d'histoire (332 av. J.-C. ; 641 ap.), Paris, 1964.
- Le fisc et le Nil, incidence des irrégularités de la crue du Nil sur la fiscalité foncière dans l'Égypte grecque et romaine, Paris, 1971.
- Le sacrifice du porc et Liloïtion en Pactiôn, Association égyptologique Reine Élisabeth 1991
- Le régime administratif de l'eau du Nil dans l'Égypte grecque, romaine et byzantine, Leyde, 1993.
- "Quelques données sur la crue du Nil", Revue des Études Latines, 39, 1961 (1962), p. 105-111.